# Maagbeschermer
Een maagbeschermer is een geneesmiddel dat dient om de maagwand te beschermen tegen het maagzuur in tijden van een verzwakt maagslijmvlies. Dit geneesmiddel wordt doorgaans ook gebruikt bij inname van meerdere geneesmiddelen om beschadiging van de maag te voorkomen.
Dit kan op twee manieren:
1. Secretieremmers: Verminderen de productie van maagzuur. Oude secretieremmers zoals Ranitidine remmen de cellen die zuur produceren. Protonpompremmers, zoals omeprazol (onder andere Losec) of pantoprazol (onder andere Pantozol), blokkeren de productie van maagzuur volledig.
2. Mucosa Protectiva: Maagslijmvliesbeschermers. Deze vormen een laagje over de maagwand ter bescherming van de maag. Een voorbeeld hiervan is Ulcogant.